# Tomás Romero Pereira
Tomás Francisco Romero Pereira (Encarnación, 4 de octubre de 1884-Asunción, 12 de agosto de 1982) fue un político, militar y arquitecto paraguayo que fungió como el 41.er presidente de la República del Paraguay en carácter provisional desde el 8 de mayo al 15 de agosto de 1954, luego del golpe de Estado que derrocó al presidente Federico Chaves. Su asunción al mando se dio con la intención de legitimar el futuro gobierno dictatorial de Alfredo Stroessner, por lo que en julio del mismo año se realizaron las elecciones generales de 1954, de las cuales Stroessner salió victorioso siendo el único candidato presentado en las ternas electorales.  
Romero Pereira es conocido como uno de los dirigentes históricos del Partido Colorado, se había afiliado en 1908 y del cual fue presidente en varias ocasiones. Desempeñó los cargos de ministro de Obras Públicas y del Interior dos veces, durante los gobiernos de Federico Chaves y del dictador Alfredo Stroessner, de este último fue también Ministro sin Cartera, puesto delegado exclusivamente a dirigentes del partido y que enlazaba las políticas de la autoridad partidaria con el gobierno de estado y presidente titular del Consejo de Estado hasta su muerte, por lo que durante la larga dictadura stronista hacía las veces de un vicepresidente de facto y se encargaba del despacho de la presidencia cuando Stroessner realizaba misiones diplomáticas. Fue Presidente de la Convención Constituyente de 1967 que redactó la constitución hecha a medidas para el dictador y en 1977 fue también convencional para la enmienda del art. 173 de la misma que permitió a Stroessner perpetuarse en el poder.  
Además de su labor como político, Romero Pereira ejerció también la labor militar, especializándose en la Argentina y posteriormente formando parte del ejército paraguayo durante las revoluciones de finales de 1910. Estas habilidades militares le valieron el desafío de acudir en 1932 en defensa del Chaco paraguayo, durante la guerra con Bolivia, a la que posteriormente sucede su ensanchada labor política de la que fue protagonista durante el gobierno de Alfredo Stroessner.

## Biografía
Nació en la ciudad de Encarnación, Departamento de Itapúa, el 4 de octubre de 1884. Fue hijo de Emilio (o Emiliano) Romero, correntino, y Rosa Isabel Pereira quien fuera una de las tantas residentes sobrevivientes de la Guerra de la Triple Alianza. Fueron sus hermanos Rosa Isabel (casada con Félix Genes), Josefa, Sandalia, Cayo (casado con Clodomira Casabianca) y Emilio.  
Entre 1899 y 1901 sus estudios secundarios se cumplen en el Colegio Nacional de Encarnación. El 4 de febrero de 1902 continúa sus estudios, esta vez desde el cuarto curso en la Capital de la República.  Fue egresado bachiller con medalla de oro  del Colegio Nacional de la Capital. Apenas traspuesto el 5.º curso obtiene, por méritos, una beca que le fue conferida por parte del gobierno argentino para proseguir sus estudios en el Colegio Militar de la Nación. Posteriormente estudió arquitectura en la Universidad de la Plata. También realizó una especialización en París, Francia.  

### Actuación militar
Tomás Romero Pereira permanece en el Colegio Militar de la Nación entre 1904 y 1906, egresando -el tercero entre 47 alumnos- como Subteniente de Caballería. Inmediatamente retorna al Paraguay enlistándose a las filas del Ejército Nacional; no obstante, durante la Revolución del 2 de julio de 1908, donde era depuesto el presidente Benigno Ferreira, solicitó el cese de sus servicios dentro de la milicia por el hostigamiento del que era objeto por parte del gobierno liberal. En septiembre de 1908 es apresado y enviado a la Argentina en calidad de exiliado. En 1909, participó del movimiento subversivo en contra del gobierno liberal de Emiliano González Navero, al combatir en la revolución colorada de Los Laureles en la que los resultados fueron negativos para la meta de la Asociación Nacional Republicana. En aquella revuelta, su hermano Emilio resultó fallecido a causa de heridas de arma de fuego.  
Durante la guerra civil del Centenario (1911-1912) -desatada entre las dos facciones preponderantes dentro del Partido Liberal, por un lado los liberales cívicos y por el otro los liberales radicalizados, quienes combatieron entre sí -renuncia el presidente Liberato Marcial Rojas (liberal cívico)-. El congreso nombra como su sucesor al Dr. Pedro Pablo Peña, iniciándose un efímero gobierno colorado. A Romero Pereira lo restituyeron en las filas del Ejército Nacional,  con categoría de capitán por lo que fue designado al encargo de la defensa de la ciudad de Luque de modo a contrarrestar a las fuerzas revolucionarias, quienes eran superior en la dotación de recursos humanos y armamentos militares. A pesar de las fuerzas desplegadas, los republicanos fueron derrotados por los rebeldes afines al Partido Liberal. Sin embargo, Romero Pereira logró salvar su vida.  

### Matrimonio

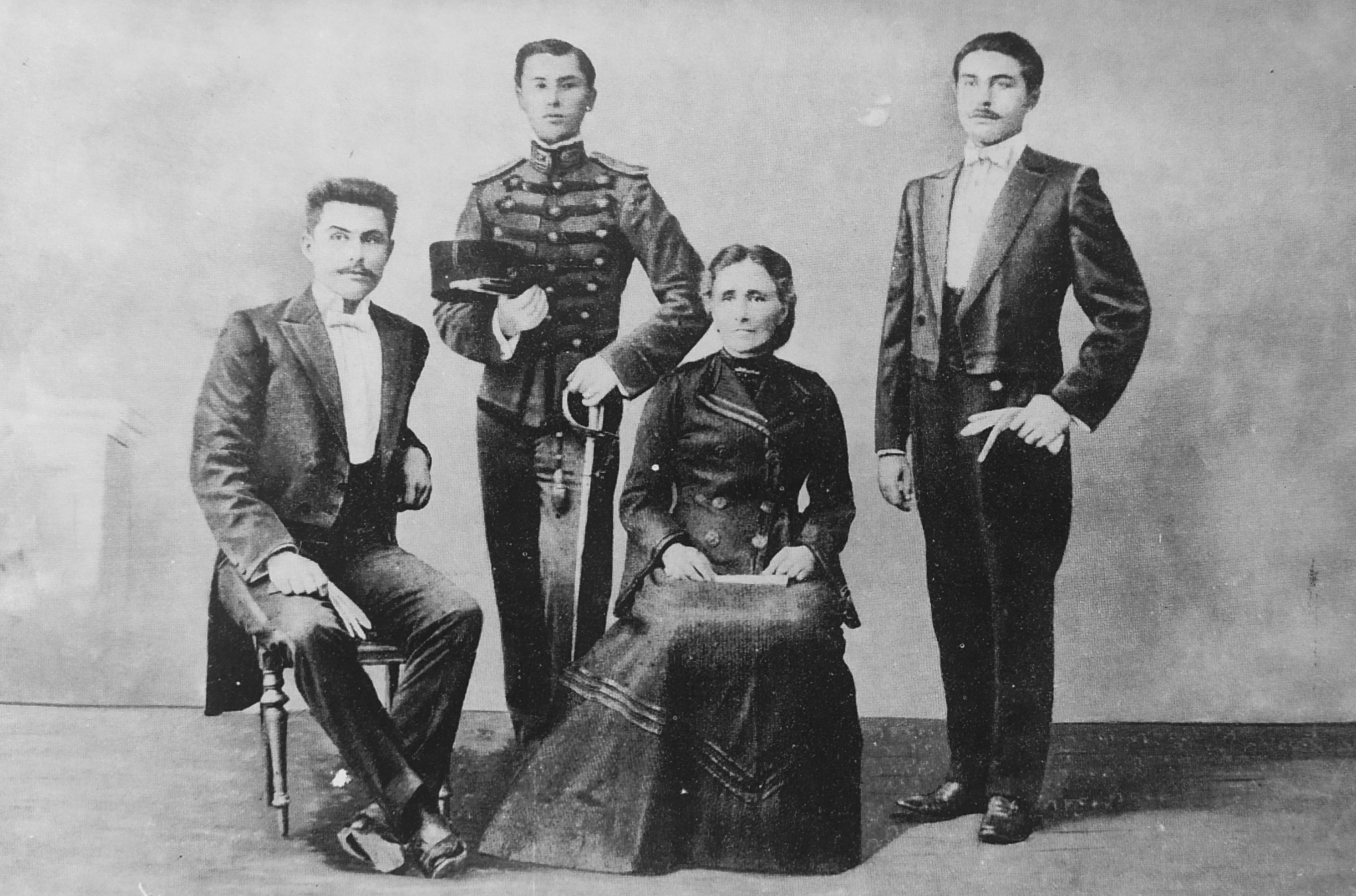
Romero Pereira junto a su madre y hermanos.

Establecido ya oficialmente en el Paraguay, el 25 de abril de 1929 contrae nupcias con la joven Lilia Isabel Arza Taboada con quien tuvo un total de seis hijos: Rosa Isabel (casada con Carlos A. Saldívar), Marta (casada con Juan Segalés), Lilia (casada con Gaspar Lluch), Carlos Francisco (futuro ministro, casado con Teresa Gross Brown), María Cristina (casada con José Conti) y Susana (casada con José Puente). 

## Exilio político

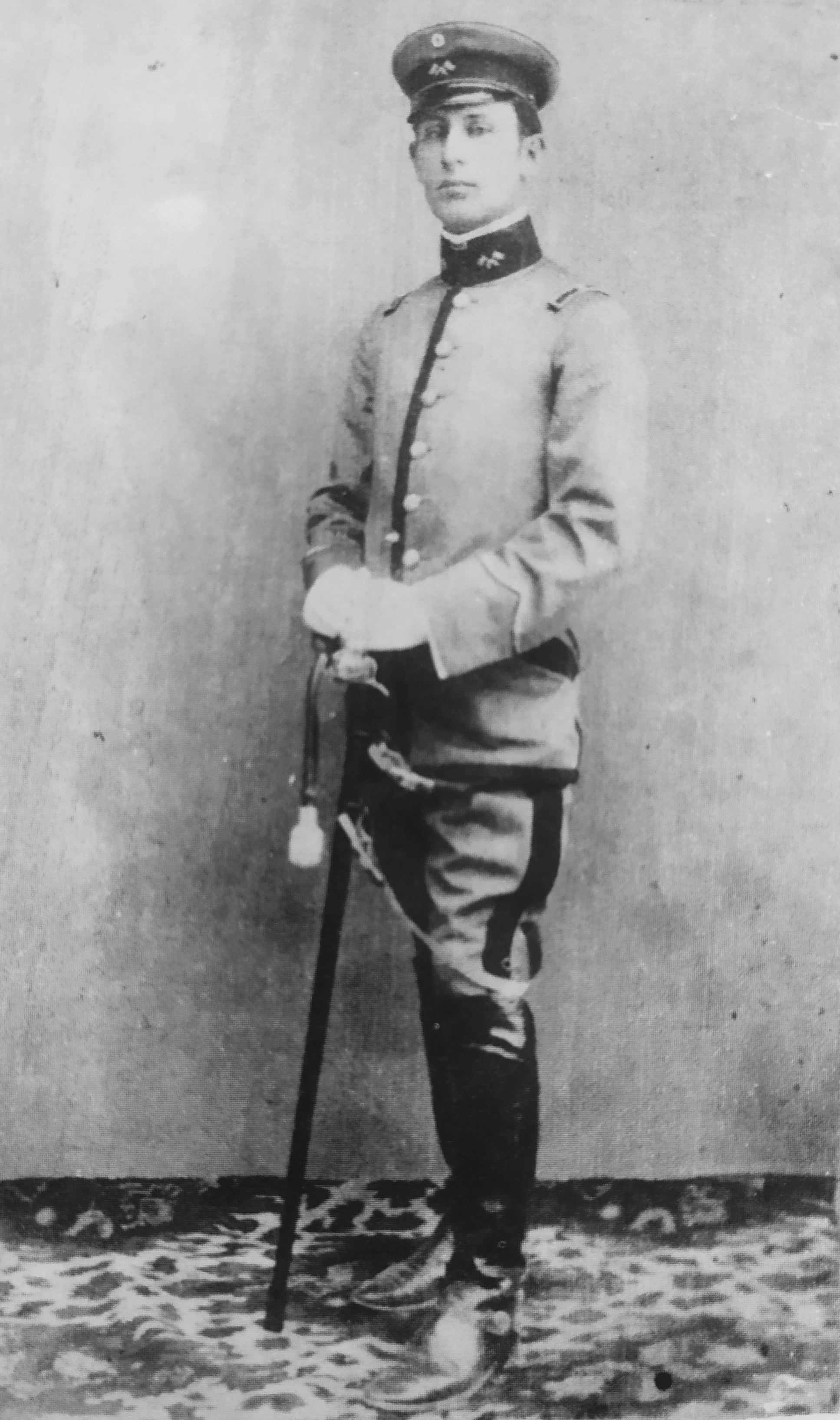
Romero Pereira en uniforme militar, 1911.

Durante la contienda liberal de 1908, Romero Pereira había renunciado a combatir en el ejército oficialista, debido a los problemas que lo enfrentaban con los liberales, al firmar su renuncia había mencionado que "así terminó mi corta odisea en el ejército liberal".
Es exiliado con un grupo de opositores al régimen a Buenos Aires, donde ya había estado años anteriores, entre ese grupo de exiliados figuraba el general Bernardino Caballero, fundador y principal referente del Partido Colorado. En octubre de 1908 Tomás Romero Pereira se afilia oficialmente al Partido Colorado firmando el "libro rojo" de afiliación, como un dato importante el padre de Romero fue un importante colaborador de Bernardino Caballero en las revoluciones de la posguerra del 70. 
Retornó al exilio en Argentina donde finaliza los previos aprendizajes obtenidos de Arquitectura. Se gradúa en la Universidad de La Plata en 1914, convirtiéndose en uno de los pocos paraguayos en recibirse de dicha carrera, sin embargo, al poco tiempo de culminar su carrera volvió al Paraguay. A causa de la anarquía reinante en el país, Romero Pereira decide asilarse en el Brasil donde logra establecerse por un corto período, para luego trasladarse a España primero y a Francia después,  donde realizó varias especializaciones concernientes a su profesión. A la par de su permanencia en el país galo se abatía sobre Europa los embates de la Primera Guerra Mundial, esto lo motivó a alistarse al servicio de voluntariado en la atención a las víctimas y refugiados de dicha guerra. 
Posteriormente, al finalizar el conflicto fue desarticulado trasladándose por segunda vez al Brasil, realizando luego paradas en Chile, Perú, Venezuela y Estados Unidos, para retornar nuevamente a Francia, en donde se hace con la dirección de una importante casa de edición desde la cual realizó importantes labores culturales. Regresa a América, y junto a Natalicio González, en el año 1925 funda en el Perú la "Editorial de Indias". Tras idas y vueltas entre Europa y Sudamérica, en el año 1928 se radica definitivamente en el Paraguay, después de casi dos décadas de vida en el extranjero.

## Actividad política

### Labor como arquitecto
A su regreso al Paraguay, en 1926, realiza tareas de índole profesional. Colaborador del entonces intendente de Asunción Dr. Pedro Bruno Guggiari -al que apreciaba mucho-, tuvo a su cargo la construcción del parque Carlos A. López, de la nueva costanera, de la modernización del Cementerio de la Recoleta y de los trabajos iniciales de reestructuración del Oratorio de Señora de la Asunción. Realizó también obras particulares como la capilla del Seminario Metropolitano y la casa particular de Rigoberto Caballero, con murales del artista Julián de la Herrería.

### Inicios en política
A inicios de la década de 1930, Tomás Romero Pereira inicia oficialmente su paso por la política paraguaya. Desde 1930 comenzó a integrar cargos dentro de la administración general del Partido Colorado. La convención general del Partido reunida en diciembre de 1931, durante la presidencia del Dr. Eduardo Fleitas, quien fungía como presidente de la ANR, lo eligió a Tomás Romero Pereira como sucesor y finalmente desde diciembre de 1931, Romero Pereira, comenzó a dirigir los destinos del Partido Colorado. 
En aquella época, se vivía una situación política terrible, solo unos meses antes, el 23 de octubre de 1931, un grupo de estudiantes eran asesinados por la guardia presidencial en los jardines del Palacio de López. A causa de dicha masacre el presidente José Patricio Guggiari debió renunciar a la presidencia para someterse a juicio político. A modo de protesta contra la reacción gubernamental durante la matanza estudiantil ocurrida el día anterior, el Partido Colorado había acordado el retiro de los parlamentarios colorados de la sesión, así como la renuncia a los altos cargos de administración de alto significado. Dicha postura de abstencionismo estuvo vigente durante toda la administración partidaria de Romero Pereira.  Asumió la presidencia de manera interina el entonces vicepresidente Emiliano González Navero. Finalmente, José P. Guggiari logró sortear el juicio político y volver a ejercer el cargo de presidente desde el 28 de enero de 1932. 

#### Actuación durante la Guerra del Chaco
Durante los primeros meses de 1932, los enfrentamientos con Bolivia en el Chaco Paraguayo ya eran inminentes por lo que Tomás Romero Pereira en su calidad de presidente del Partido Colorado suscribe el 24 de julio de 1932 una declaración conjunta instando a los afiliados colorados a acordar una tregua política con el gobierno liberal del presidente José Patricio Guggiari y partir hacia los fuertes militares de movilización para la férrea defensa del territorio occidental paraguayo. En una parte de la nota se inscribía lo siguiente:

“Dejemos a un lado todas las rencillas políticas y vayamos todos unidos a defender la sagrada bandera patria  allá en lo lejos del Chaco Boreal”

El mismo Tomás Romero Pereira decide presentar su renuncia al directorio partidario de la ANR en julio de 1932 con la intención de presentarse al teatro de operaciones. En su carácter de militar en situación de retiro solicita al gobierno liberal la venia correspondiente de modo a lograr la prestación de servicios en el área de operaciones. La administración de gobierno le otorgó la venia y fue nombrado Jefe Especial de Operaciones de la tercera División de Infantería. Tiempo después fue comisionado a la dirección de Estado Mayor General desempeñándose como Jefe del segundo Departamento (referido a las informaciones estratégicas) en donde estuvo hasta enero de 1935.

#### Posguerra
Una vez culminada la guerra con Bolivia y firmada la paz, Tomás Romero Pereira retorna a la Capital ya a finales de junio de 1935 para iniciar su activismo político dentro de la Asociación Nacional Republicana. El 17 de febrero de 1937 se realizó la conocida "Revolución Febrerista", durante la que el coronel Rafael Franco al mando de un contingente militar, derrocó al gobierno de Eusebio Ayala, terminando así con la seguidilla de gobiernos liberales sucedidos a inicios de la primera mitad del siglo XX. Romero Pereira fue uno de los principales organizadores de la convención partidaria del año 1938, en la cual quedó sellada la conformidad del Partido Colorado, posterior a los terribles hechos del 23 de octubre de 1931, quedando como presidente de la Asociación Nacional Republicana, Juan León Mallorquín, uno de los principales caudillos colorados del siglo XX. Durante la administración de Mallorquín la ANR realizó graves denuncias públicas en contra del Tratado de Paz firmado con la nación boliviana, aduciendo los colorados que el gobierno de Eusebio Ayala entregó más de 50 000 km2 de territorio paraguayo al país andino.

#### Inicio y final de la década del 40
En agosto de 1937 el Partido Liberal recupera el gobierno de la mano de Félix Paiva. En aquellos años el Partido Colorado ya había atravesado más de 35 años de llanura política , sufriendo diferentes escaramuzas con el gobierno liberal de Paiva, quien el 15 de agosto de 1939 había entregado el poder al héroe de la guerra del Chaco, José Félix Estigarribia bajo cuya presidencia se promulgó la Constitución de 1940, que sirvió de base para las posteriores dictaduras militares del siglo XX. De manera trágica, fallecen en un accidente de aviación en la actual ciudad de Loma Grande (antigua jurisdicción de Altos) el presidente Estigarribia, su esposa y el piloto de la aeronave. 
La puja por acceder al poder tras la muerte de Estigarribia se dio entre los militares de la alta cúpula castrense, de dicha encrucijada salió ganador el hasta entonces ministro de Guerra y Marina, general Higinio Morínigo Martínez, quien inició su gobierno el 7 de septiembre de 1940, al principio integró su gabinete con políticos liberales de la línea política de Estigarribia, pero apenas días después de haber asumido, les solicita sus respectivas renuncias por sospechas de supuestos intentos de removerlo del poder por un militar más relacionado con la causa política, finalmente se desliga de todo vínculo político argumentando que su administración no tendría relación con ninguno de los dos partidos tradicionales en puja, no obstante, su gobierno estaría integrado netamente por miembros del ala militar. Ya a mediados de 1946, Morínigo comenzó a vincularse de manera evidente con los colorados de la mano de Juan Natalicio González, junto a Federico Chaves uno de los máximos líderes dentro del Partido Colorado. En 1942, luego de que el gobierno militar de Morínigo dispusiera el cierre de la personería jurídica del Partido Liberal, el Partido Colorado, ante la grave persecución militar hacia los partidos políticos, El pleno del Partido Colorado resolvió en la reunión conjunta en fecha 14 de noviembre de 1942 establecer una delegación de improvisto de modo a que se haga con el completo mandato de la misma Junta de Gobierno, en la hipotética circunstancia que este órgano partidario quede con un vacío de poder. Entre los nominados para formar parte de dicho organismo estaba Tomás Romero Pereira.
Luego del advenimiento de la guerra civil de 1947, a causa de la rotura del acuerdo entre militares, colorados y febreristas, oficialmente los colorados coparon el gabinete de Morínigo, en aquel entonces, Tomás Romero Pereira había viajado al exterior, ausentándose de las vivencias durante el gobierno de Morínigo. En febrero del año siguiente, 1948, Natalicio González ganaba las elecciones para asumir el próximo 15 de agosto, no obstante, el 3 de junio de 1948 se produjo un golpe de Estado en contra de Higinio Morínigo, el cual lo encabezaron los propios colorados, asumiendo en su reemplazo Juan Manuel Frutos. Natalicio González corrió con la misma suerte al ser derrocado en enero de 1949, durante este año 4 presidentes pasaron por el gobierno paraguayo: Juan Natalicio González, Raimundo Rolón, Felipe Molas López y por último, Federico Chaves.

#### Gobierno de Federico Chaves
El 11 de septiembre de 1949, luego de la renuncia forzosa del presidente Felipe Molas López, Federico Chaves asume oficialmente la Presidencia de la República, al año siguiente, en enero de 1950, Romero Pereira retorna al Paraguay para ser partícipe del gobierno. Durante el gobierno de Federico Chaves, Tomás Romero Pereira desempeñó diversas labores tanto en los diferentes ministerios como en el seno de la administración del Partido Colorado. En el tiempo que transcurrió el gobierno de Chaves, se vivió un tiempo de inestabilidades de tipo socioeconómicas. Producto de estas continuas inestabilidades, el gobierno de Federico Chaves sufrió una profunda grieta política, que finalmente lo llevó al ostracismo político al ser derrocado en mayo de 1954.

## Actividad como ministro

### Gobierno Chaves
Al volver al Paraguay en enero de 1950, Tomás Romero Pereira se estrenó como ministro en la cartera de Obras Públicas y Comunicaciones el 15 de agosto de 1950, reemplazando al hasta entonces ministro Evaristo Méndez Paiva, dicho cargo lo ejerció hasta el 4 de noviembre de 1952, cuando fue reemplazado por Gustavo F. Storm. El 15 de agosto de 1953, volvió a ocupar un cargo ministerial en el gabinete de Chaves, pero esta vez en el ministerio del Interior reemplazando a Rigoberto Caballero, cumplió labores en dicho ministerio hasta el 7 de enero de 1954, cuando surgió una severa crisis ministerial a raíz de la destitución del entonces presidente del Banco Central y político colorado Epifanio Méndez Fleitas, a consecuencia de esta destitución, Romero Pereira presenta su renuncia al presidente y se distancia finalmente del gobierno de Federico Chaves.

### Gobierno Stroessner
Apenas Romero Pereira entrega el mando a Alfredo Stroessner, este último lo designa como su primer ministro del Interior desde el 15 de agosto de 1954 hasta el 1 de mayo de 1956, cuando fue reemplazado por Edgar Ynsfrán en dicha cartera. Volvió a ocupar el ministerio de Obras Públicas y Comunicaciones reemplazando al general Marcial Samaniego desde el 8 de mayo de 1960 hasta el 17 de septiembre de 1962, durante su administración ministerial se iniciaron diversas obras viales, entre las que conectan Concepción y la ciudad de Pedro Juan Caballero, desde Eusebio Ayala hasta la actual zona de Ciudad del Este), en el Chaco desde la ciudad de Villa Hayes hasta la capital de Boquerón, Filadelfia, desde la ciudad de Paraguarí hasta la capital del Departamento de Itapúa, Encarnación. En varias ocasiones, durante la administración de Stroessner ocupó cargos de trascendental relevancia en el gabinete ministerial. Se retira del gabinete de Obras en septiembre de 1962, siendo reemplazado por Mario Coscia. 

## Llegada a la presidencia

### Final de la era Chaves
Tomás Romero Pereira comienza a adquirir alta relevancia dentro de la cúpula del Partido Colorado al denostar ciertas fricciones con el gobierno de Federico Chaves. Romero Pereira había formado parte del gabinete de Chaves en varias ocasiones, el último cargo que le cupo ejercer fue el de ministro del interior, la crisis dentro del gobierno de Chaves se acrecentó a causa de la creciente rivalidad política entre Federico Chaves y Epifanio Méndez Fleitas, además de las importantes influencias que ejercían el Comandante de la Caballería coronel Néstor Ferreira y la amante de Chaves, Isabela Vallejos en el ejecutivo, sumado a la avanzada edad del presidente y su falta de liderazgo.
Poco a poco el Partido Colorado y las Fuerzas Militares (a excepción de la Caballería y la Policía) iban retirando su respaldo al presidente. Todas las intenciones político-militares apuntaban a catapultar a su entonces Comandante en Jefe, el general Alfredo Stroessner, a la presidencia de la República. El gobierno de Chaves iba sorteando diversas dificultades durante los años 1952 y 1953, hasta que llegó el decisivo año 1954. La primera crisis ocurrió el 7 de enero de 1954, cuando Epifanio Méndez Fleitas presenta su renuncia a la presidencia del Banco Central del Paraguay, a causa de las relaciones con el gobierno chavista. A modo de protesta por tal acto, también presentaron sus renuncias los ministros de Hacienda, Guillermo Enciso Velloso y del Interior, Tomás Romero Pereira. Enciso Velloso en aquel entonces ejercía la presidencia del Partido Colorado, mientras que Romero Pereira la vicepresidencia de dicha entidad. Al mes siguiente, Guillermo Enciso Velloso, se ausenta de la presidencia partidaria para ejercer un cargo diplomático en el exterior, por lo que por segunda vez en su vida, Tomás Romero Pereira vuelve a ejercer la presidencia de la Junta de Gobierno en momentos de serias tensiones entre la administración de Chaves y el Partido Colorado. 
La situación política era cada vez más insostenible, por lo que el debate se centraba en quién podría reemplazar a Chaves en caso de acefalía en el Ejecutivo. Alfredo Stroessner contaba con el respaldo tácito del Partido Colorado y con el de las Fuerzas Militares, quienes ya planeaban el futuro golpe a atestar contra el endeble y ruinoso gobierno de Federico Chaves. La acción que desataría finalmente la acción del golpe fue un suceso protagonizado por un leal a Chaves, Néstor Ferreira, Comandante de la Caballería, quien a inicios del mes de mayo mandó la orden de captura del militar Virgilio Candia (leal a Stroessner), comandante del tercer regimiento de Caballería "Cnel. Mongelós" sin haber informado previamente a su superior jerárquico, el general Alfredo Stroessner, esta acción provocó el enojo de Stroessner para con Chaves, generando una crisis militar sin retorno para el gobierno.
A causa de dicha acción, Stroessner dispuso el arresto del Comandante de la Caballería, Néstor Ferreira en el Cuartel Central, quien finalmente se presentó en las últimas horas del 4 de mayo para dar cumplimiento a dicha orden. Aproximadamente a las 20:00, contingentes de la División de Caballería N.º 1, ubicada en Luque, avanzaron con dirección hacia la Capital con la intención de liberar a su comandante. Fueron interceptados por tropas Regimiento de Infantería N.º 14 "Cerro Corá" sobre la actual avenida España y por contingentes correspondientes a la academia militar en la intersección de las Avenidas Perú y la actual avenida Artigas. Chaves, informado de la sublevación, decide refugiarse en el local de la academia militar en Asunción (Avda. 14 de mayo esquina El Paraguayo Independiente), llegando a dicho recinto de manera sorpresiva aproximadamente a las 21:00. Chaves, con la intención de hacerse cargo de la Comandancia en Jefe de las Fuerzas Armadas, no logra su propósito, con lo que a las últimas horas del 4 de mayo de 1954 firma su renuncia irrevocable a la primera magistratura de la nación.

### Acefalía gubernamental
Una vez firmada la renuncia de Chaves a últimas horas del día, el Poder Ejecutivo quedó acéfalo, ya que Tomás Romero Pereira en su condición de presidente del Partido Colorado, había sugerido a Stroessner no asumir inmediatamente la presidencia, ya que ante la opinión internacional quedaría la impresión de que el gobierno de Stroessner era un gobierno de facto y antidemocrático. Stroessner reculó en esa intención, por lo que esperó a la celebración de elecciones en las que él quedaría como único candidato. 
La búsqueda por un sucesor presidencial fue intensa, comenzando ya a primeras horas del 5 de mayo, mociones iban y venían, hasta que finalmente el propio Partido Colorado, reunido en pleno, propuso a su presidente, Tomás Romero Pereira como sucesor de Chaves. Fue así como la Junta de Gobierno designa por mayoría a Tomás Romero Pereira como Presidente temporal de la nación posterior a incesantes negociaciones encaradas por el propio Romero Pereira con la intención de unificar las fuerzas políticas dentro del Partido Colorado y dar el tiempo necesario a Stroessner para preparar su pronta candidatura a la presidencia.

## Presidencia

### Gabinete
Tomás Romero Pereira conformó su gabinete provisional de la siguiente manera: 

### Presidencia provisional (1954)
En la mañana del 8 de mayo de 1954, posterior a incesantes negociaciones políticas, Tomás Romero Pereira jura en su condición de Presidente provisional del Paraguay ante la Cámara de Representantes. Durante la administración de Romero Pereira, varias fueron las negociaciones entre el Partido Colorado y Alfredo Stroessner para que este último logre ser nominado por el Partido Colorado como candidato a la presidencia para las elecciones generales de 1954.
El 17 de mayo de 1954, la junta de gobierno del Partido Colorado emitió un extenso comunicado el cual fue distribuido a todas las seccionales del país, en la cual se explicaban los acontecimientos que culminaron con el golpe del 4 de mayo. El comunicado fue firmado por el entonces presidente del Partido Colorado, José Zacarías Arza, y por los secretarios, Enrique Zacarías Arza y Martín Valiente Gómez. Esta versión de los hechos atribuye casi todo el protagonismo del derrocamiento de Chaves a la junta de gobierno de la ANR y le otorga al entonces presidente, Romero Pereira, una influencia inusitada incluso en el estamento militar, lo que pudo haber sido poco probable dado que el prestigio de la junta en ese entonces estaba bastante socavado y la entidad no tenía la suficiente entereza como para ser el único factor de cambio en la situación del país. En este caso se puede afirmar que el protagonismo principal fue de los militares y entre estos, notoria y sustancialmente, de Alfredo Stroessner, erigido en líder al que el coloradismo tenía que adaptarse para no correr el peligro de ser erradicado de la escena gubernamental.
El documento aludido a la ANR expresaba entre los antecedentes remotos del golpe de mayo del 54 que Chaves trató de subvertir el orden en el seno del partido. Asimismo, se atacaba duramente al teniente coronel Néstor Ferreira, quien ostentando el alto cargo militar de comandante de la División de Caballería tenía "intromisión directa" en la política partidaria de Luque. “El comandante Ferreira proclamó a la Seccional de Luque y sus bandas armadas como la Segunda División de Caballería” señalaba el documento. Entre los antecedentes políticos próximos, el Partido Colorado expresaba que “se había decidido (Diciembre de 1953) desde arriba y de acuerdo con la "Segunda División de Caballería Civil" y otros elementos rebeldes, el desplazamiento de los funcionarios citados”, refiriéndose a Méndez Fleitas, Enciso Velloso, Romero Pereira y López Martínez.

### Obras gubernamentales
Durante la corta administración de Romero Pereira:
- Se modificaron los ministerios de Educación y de Relaciones Exteriores. El Ministerio de Relaciones Exteriores y Culto, traslada el ministerio de Culto al de Educación, pasando este último a denominarse: Ministerio de Educación y Culto.
- Por Decreto del 20 de mayo de 1954, el Gobierno argentino devolvió al Paraguay las armas e insignias obtenidas durante la Guerra contra la Triple Alianza, con el objetivo de estrechar los vínculos diplomáticos entre ambos países.
- El 11 de julio de 1954 se celebran elecciones generales en las que como único candidato, el militar Alfredo Stroessner sale como seguro triunfador.

La administración de Romero Pereira llega a su fin el 15 de agosto de 1954, entregando el poder al recientemente electo Alfredo Stroessner. La administración de Romero Pereira, a pesar de su corta duración, fue de suma importancia para fortalecer el relacionamiento entre el futuro gobierno de Stroessner y la junta de gobierno del Partido Colorado.

## Pospresidencia
Al dejar la presidencia de la República el 15 de agosto de 1954, Tomás Romero Pereira volvió al ruedo político teniendo nuevamente activa participación política dentro del Partido Colorado. Estuvo ligado de manera estrecha con el gobierno de Alfredo Stroessner, siendo uno de los principales nexos entre el Partido Colorado y el gobierno de Stroessner en la primera mitad de su mandato. Ejerció en distintos momentos los cargos de ministro del Interior como de Obras Públicas.
Por su destacada labor durante su presidencia, la convención general del partido convocada para el 4 de marzo de 1956 lo confirmó nuevamente como Presidente del Partido y le confirió el título de “Constructor de la gran concertación colorada”. Y en septiembre del año 1958 la Convención lo reelige como presidente del máximo organismo establecido dentro del Partido. Años posteriores se creó el cargo de Ministerio sin Cartera, con el objetivo de establecer un medio de mayor relacionamiento integral tanto entre el gobierno como el entre el Partido, y Romero Pereira fue el primer paraguayo en presidir dicha cartera de estado. En compañía del entonces mandatario Alfredo Stroessner, se realizó la construcción de la sede operativa del periódico partidario "PATRIA" al costado de la sede central del Partido Colorado y de la sede social denominada “Colorado róga”. Ejerció la administración partidaria hasta la convención nacional establecida en septiembre de 1960, legando el cargo al también caudillo colorado J. Bernardino Gorostiaga.
El 1 de marzo de 1965 realizó formal entrega al Estado Paraguayo de las tierras que se encontraban en su propiedad. Dicha propiedad incluía las dos últimos pabellones del emblemático campamento Cerro León, donde se encontraban por cierto momento las tropas al mando del Mcal. Francisco Solano López. Con su propio financiamiento inició la restauración de los antiguos pabellones de guerra, evitando así que se malogre un importante elemento fundamental sobre la historia legada de aquella guerra grande de 1870.
Como representante de su partido le cupo el honor de presidir la Asamblea Constituyente reunida en el año 1967, con la amplia participación de miembros Convencionales electos de la Asociación Nacional Republicana, del  Partido Liberal Radical Auténtico y del Partido Revolucionario Febrerista. Su prominente labor en la dirección y la administración de las sesiones conjuntas contribuyó a que dicha convención nacional aprobara la primera Carta Magna que resultó de la mayoritaria participación de ciertos sectores políticos del país, a pesar de las limitaciones impuestas por la dictadura. Esta constitución se juró el 15 de agosto de 1967, siendo uno de los principales artífices de dicha constitución.   
Varios también fueron los aportes de Tomás Romero Pereira en educación, ya que se encargó personalmente de la construcción y financiación de diversas escuelas, entre las que llevan los nombres de sus familiares más cercanos en homenaje a estos. Pero también con su propio dinero, fundó diversa bibliotecas públicas a nivel país. También ejerció el cargo de senador de la nación desde el 15 de agosto de 1973 hasta el 15 de agosto de 1978.  

### Condecoraciones
El 15 de agosto de 1968 Stroessner le solicita que reasuma las funciones ministeriales en el Ministerio sin cartera, aceptando Romero Pereira volver al cargo, función que cumplió hasta sus últimos días. Antes, la convención nacional del Partido Colorado lo condecoró con la máxima distinción honorífica que el Partido Colorado otorga a sus afiliados: la “Medalla al mérito General Bernardino Caballero”. En la zona chaqueña del Fortín “General Díaz”, el 15 de junio de 1972, el Gral. Andrés Rodríguez, Comandante de la División de Caballería N.º 1 “General Bernardino Caballero”, lo condecora con la Medalla de honor conferida por los estamentos de Caballería por su destacada labor durante la Guerra del Chaco.

## Muerte
Estuvo ligado de manera estrecha al gobierno de Alfredo Stroessner, sirviendo como consejero político del presidente hasta su fallecimiento. Tomás Romero Pereira falleció el 12 de agosto de 1982 en la ciudad de Asunción a la edad de 97 años, convirtiéndose en uno de los pocos expresidentes paraguayos que superó la brecha de los 90 años.  Por su encomiable labor al servicio de su país, el entonces presidente Alfredo Stroessner promulgó un decreto por el cual se proclamó duelo nacional el 13 de agosto de 1982 y duelo oficial por el lapso de una semana. También se determinó rendir honores en su calidad de extinto expresidente colorado, conforme a lo establecido.
Los restos mortales del fallecido arquitecto fueron velados en la sede del Palacio de los López, específicamente en el salón Independencia. Acudieron a dicho velatorio distinguidas autoridades nacionales y extranjeras, entre ellas el presidente Alfredo Stroessner. Ante su ataúd desfilaron aquellas personalidades con quienes entabló una amistad duradera a lo largo de su vida y actuación política. Una vez culminada la jornada de homenajes, Tomás Romero Pereira fue sepultado en el Cementerio de la Recoleta de la ciudad capital.

### Homenaje
En homenaje a su gran labor política, en el Departamento de Itapúa, zona norte, el distrito de Tomás Romero Pereira recibe esa denominación, dicho distrito fue fundado el 22 de septiembre de 1983, constituyéndose a lo largo de los años en una ciudad próspera y con una población hacendosa haciendo honor al nombre del ilustre exmandatario.